# Cineuropa
Cineuropa és una lloc web i revista digital sobre cinema amb seu a Brussel·les, publicada en quatre idiomes (anglès, francès, espanyol i italià) i actualitzada diàriament. La revista està cofinançada pel programa MEDIA de la Unió Europea a fi de donar suport a la indústria audiovisual europea.

## Història
Cineuropa va néixer com a portal d'informació cinematogràfica en línia l'any 2002 per iniciativa d'Italia Cinema, l'Agència per a la Promoció del Cinema italià a l'estranger presidida per Luciana Castellina i dirigida per Giorgio Gosetti. L'oficina de Roma es va traslladar més tard a Brussel·les. Actualitzat diàriament, el lloc té un públic que inclou tant professionals del sector audiovisual com espectadors en general.
Els continguts pretenen potenciar les produccions de la indústria cinematogràfica europea i donar suport a qualsevol iniciativa transcontinental. Cineuropa publica regularment notícies, crítiques, reportatges, entrevistes i dossiers sobre l'estat del cinema a diferents països europeus, així com informació sobre els diversos festivals de cinema.